# Франк Вениг
Франтишек Франк Вениг (чешки: František (Frank) Wenig, Мецлов 24. јул 1898. — Праг 29. јун 1974) био је чешки учитељ, новинар и писац. Објавио је 80 књига за децу и један хумористички роман. Написао је неколико десетина драма, а са Јозефом Скупом око 50 комада за децу. Заједно са њим написао је велики број текстова за Позориште Спејбла и Хурвнинека у Прагу, као и дело: Кића у царству буба које је доживело успех, и као књига, и као грамофонска плоча, и као представа.